# Iosif Antochi
Iosif Antochi (n. 23 august 1914, Pătrăuți, Suceava, România – d. 30 septembrie 1997, Bonn, Germania) a fost un pedagog german de origine română, membru de onoare al Academiei Române (din 1993) și membru al Asociației Mondiale de Știința Educației.

## Educație
Iosif Antochi a absolvit Seminarul Pedagogic și Facultatea de Litere din cadrul Universității din Cernăuți și Facultatea de Drept a Universității din București. Și-a continuat studiile la Universitatea din Heidelberg, unde și-a luat doctoratul cu lucrarea Idealul educațional în pedagogia românească.

## Activitate
A lucrat la Catedra de Pedagogie a Institutului Agronomic din București în perioada 1945-1954, apoi a fost inspector în Ministerul Agriculturii și cercetător la Institutul Pedagogic. Între anii 1964-1980 a predat la Institutul de Învățământ Superior din Pitești. 
În 1974 a fost invitat la Universitatea Renană din Bonn, ca profesor de pedagogie comparată, dată de la care s-a stabilit în Germania. Aici a publicat studii despre istoria învățământului din România, printre care „The National Minorities in Romania - Pedagogical Aspects”.  
A fost membru al unor instituții reprezentative, precum „Association Mondiale des Sciences de l'Education”, „World Federal  Authority Commitee” sau Asociația „Jan Amos Comenius” din Praga.  

## Scrieri
- 1959: Istoria gândirii pedagogice universale;
- 1961: Istoria pedagogiei;
- Das rumänische Bildungwesen im Wandel;
- Alsted und Comenius in Transsylvanien;
- Adult education as a principle ingredient of the educational and cultural in Rumania.

A tradus din Rabindranath Tagore, Jean-Jacques Rousseau, Johann Heinrich Pestalozzi, Comenius. 